# Zlatý míč 1962
Zlatý míč za rok 1962 získal československý fotbalista ve službách FK Dukla Praha Josef Masopust. Zvítězil s náskokem 12 bodů před Eusébiem a stal se tak prvním hráčem z Československa, kterému se podařilo vyhrát tuto trofej.

## Pořadí
Zdroj:
| Pořadí | Hráč                    | Reprezentace     | Klub                                 | Body |
| ------ | ----------------------- | ---------------- | ------------------------------------ | ---- |
| 1      | Josef Masopust          | Československo   | Dukla Praha                          | 65   |
| 2      | Eusébio                 | Portugalsko      | SL Benfica                           | 53   |
| 3      | Karl-Heinz Schnellinger | Německo          | 1. FC Köln                           | 33   |
| 4      | Dragoslav Šekularac     | Jugoslávie       | CZ Bělehrad                          | 26   |
| 5      | Jef Jurion              | Belgie           | RSC Anderlecht                       | 15   |
| 6      | Gianni Rivera           | Itálie           | AC Milan                             | 14   |
| 7      | Jimmy Greaves           | Anglie           | Tottenham Hotspur FC                 | 11   |
| 8      | Milan Galić             | Jugoslávie       | FK Partizan                          | 10   |
| 9      | John Charles            | Wales            | Juventus FC / Leeds United / AS Roma | 9    |
| 10     | János Göröcs            | Maďarsko         | Újpest Dózsa                         | 6    |
| 11     | José Águas              | Portugalsko      | SL Benfica                           | 4    |
| 11     | Denis Law               | Skotsko          | Torino FC / Manchester United        | 4    |
| 11     | Omar Sívori             | Itálie Argentina | Juventus FC                          | 4    |
| 11     | Raymond Kopa            | Francie          | Stade de Reims                       | 4    |
| 15     | Luis del Sol            | Španělsko        | Real Madrid / Juventus FC            | 3    |
| 15     | Andrej Kvašňák          | Československo   | Sparta Praha                         | 3    |
| 15     | André Lerond            | Francie          | Stade Français Paris                 | 3    |
| 15     | Luis Suárez Miramontes  | Španělsko        | FC Internazionale Milano             | 3    |
| 19     | Flórián Albert          | Maďarsko         | Ferencvárosi                         | 2    |
| 19     | Kurt Hamrin             | Švédsko          | ACF Fiorentina                       | 2    |
| 19     | Horst Nemec             | Rakousko         | FK Austria Wien                      | 2    |
| 19     | Joaquín Peiró           | Španělsko        | Atlético Madrid / Torino FC          | 2    |
| 19     | Viliam Schrojf          | Československo   | ŠK Slovan Bratislava                 | 2    |
| 19     | Ernő Solymosi           | Maďarsko         | Újpest Dózsa                         | 2    |
| 25     | Francisco Gento         | Španělsko        | Real Madrid                          | 1    |
| 25     | Ezio Pascutti           | Itálie           | Bologna FC 1909                      | 1    |
| 25     | Lajos Tichy             | Maďarsko         | Honvéd Budapešť                      | 1    |